# Paul Alfons von Metternich-Winneburg
Paul Alfons von Metternich-Winneburg wł. Paul Alfons Maria Clemens Lothar Philippus Neri Felix Nicomedes Prinz von Metternich-Winneburg (ur. 26 maja 1917 w Wiedniu, zm. 21 września 1992 w Genewie) – niemiecki kierowca wyścigowy, prezydent Fédération Internationale de l’Automobile w latach 1975-1985.

## Życiorys
Paul Alfons von Metternich-Winneburg pochodził z niemieckiej rodziny arystokratycznej Metternich, był prawnukiem austriackiego dyplomaty Klemensa Lothara von Metternicha. Uczęszczał do szkoły z internatem w Szwajcarii.
W 1940 roku osiedlił się w Berlinie, gdzie należał do grona przeciwników reżimu Narodowosocjalistycznej Niemieckiej Partii Robotników i poznał swoją przyszłą żonę, znaną mecenas sztuki – księżniczkę Tatianę Wassiltschikoff, która pracowała w Auswärtiges Amt (Ministerstwo Spraw Zagranicznych Niemiec). Para pobrała się w dzielnicy Berlina – Grunewald dnia 6 września 1941 roku i początkowo zamieszkali w zamku Kynžvart w Egerlandzie w Czechosłowacji.
Po wydaleniu z Czechosłowacji w 1945 roku zamieszkał wraz z żoną w byłej rodzinnej rezydencji – zamku Johannisberg w Rheingau, gdzie pracował jako producent wina.
Był zapalonym kierowcą wyścigowym. Brał udział w: Mille Miglia, Carrera Panamericana, Rajd Monte Carlo w edycji 1962, 24h Le Mans w edycji 1956, Reims 12 Hours w edycji 1964 i Tour de France Automobile.
W 1960 roku został przewodniczącym Automobilklubu Niemiec, gdzie odegrał kluczową rolę w rozwoju tej organizacji. W tym samym roku został członkiem komisji FIA. W 1975 roku został przewodniczącym FIA, gdyż był przewodniczącym CSI od 1970 roku. Sport motorowy stanowił ważną część w życiu von Metternicha-Winneburga, który władał pięcioma językami obcymi i dążył do nowoczesnego rozwoju federacji.
W 1979 roku został odznaczony Orderem Zasługi Republiki Federalnej Niemiec.
Był redaktorem książki Fürstlicher Begleiter für Feinschmecker. Restaurants in Deutschland.
Paul Alfons von Metternich-Winneburg po przejściu na emeryturę w 1985 roku osiedlił się wraz z żoną w zamku Johannisberg. Zmarł 21 września 1992 roku w Genewie w wieku 75 lat.

## Starty w 24h Le Mans
| Rok  | Zespół                | Samochód             | Pilot                 | Miejsce |
| ---- | --------------------- | -------------------- | --------------------- | ------- |
| 1956 | Prinz Paul Metternich | Mercedes-Benz 300 SL | Wittigo von Einsiedel | NU      |

## Nagrody i odznaczenia
- Order Zasługi Republiki Federalnej Niemiec (1979)
- Order Zasługi Republiki Federalnej Niemiec (1990)